# Missões diplomáticas de Togo

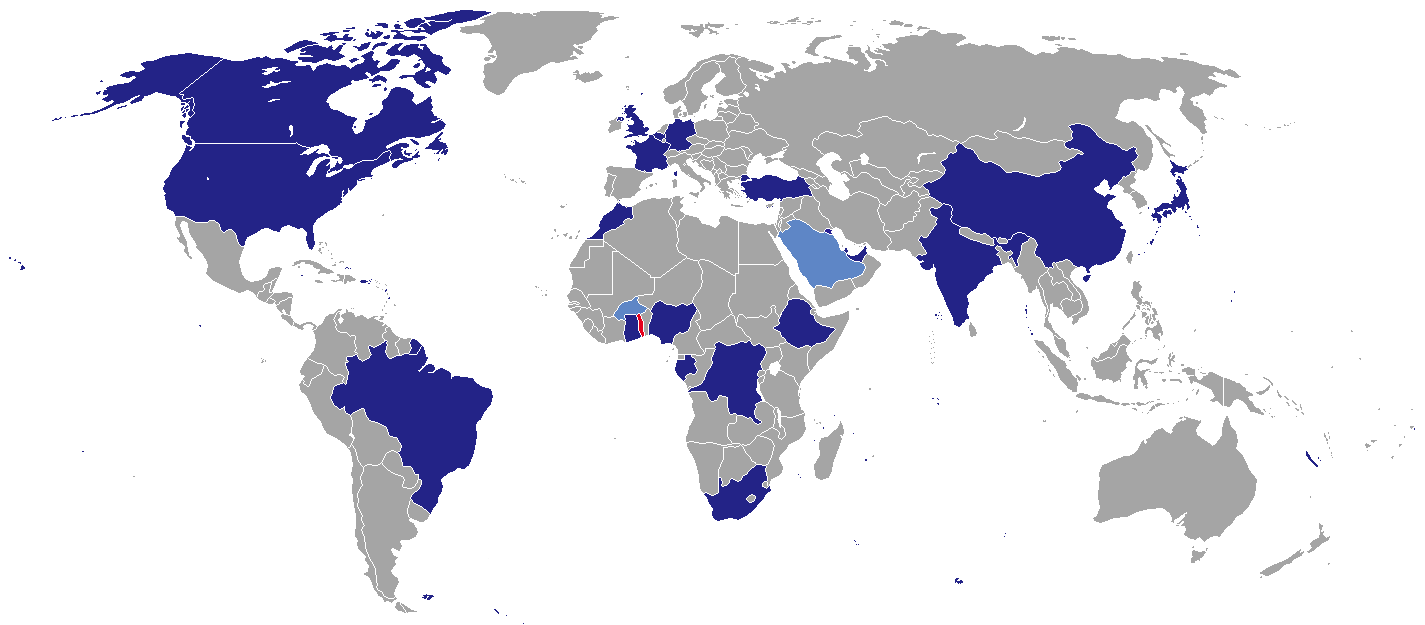
Missões diplomáticas de Togo.

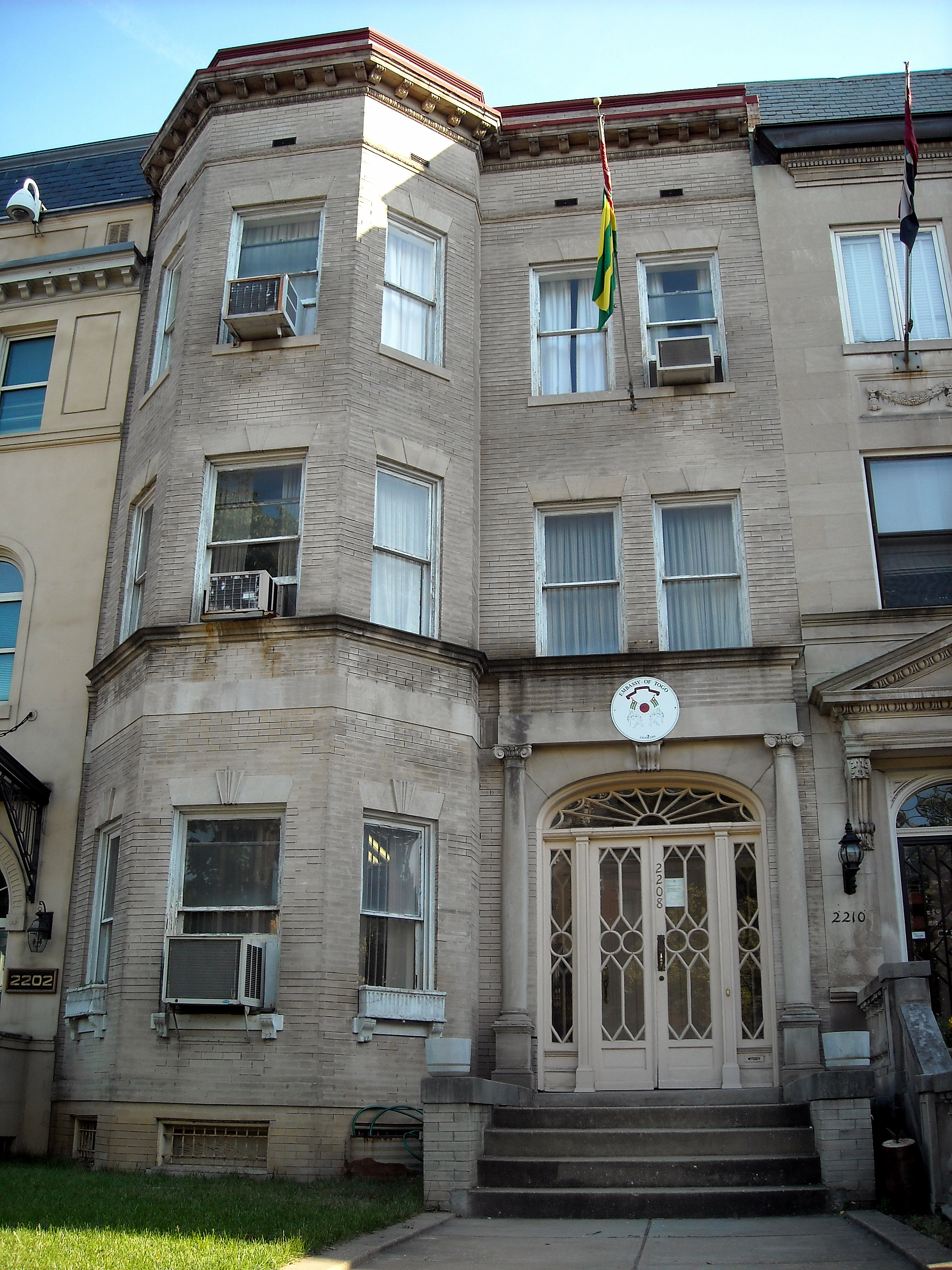
Embaixada de Togo em Washington DC, EUA.

Abaixo estão listadas as embaixadas e consulados de Togo:

## Europa
- Alemanha
  - Berlim (Embaixada)
- Bélgica
  - Bruxelas (Embaixada)
- França
  - Paris (Embaixada)

## América
- Brasil
  - Brasília (Embaixada)
- Canadá
  - Ottawa (Embaixada)
- Estados Unidos
  - Washington DC (Embaixada)

## África
- Etiópia
  - Adis-Abeba (Embaixada)
- Gabão
  - Libreville (Embaixada)
- Gana
  - Acra (Embaixada)
- Líbia
  - Trípoli (Embaixada)
- Nigéria
  - Lagos (Embaixada)
- República Democrática do Congo
  - Kinshasa (Embaixada)

## Ásia
- China
  - Pequim (Embaixada)

## Organizações multilaterais
- Adis-Abeba (Missão permanente de Togo ante a União Africana)
- Bruxelas (Missão permanente de Togo ante a União Europeia)
- Nova Iorque (Missão permanente de Togo ante as Nações Unidas)